# Альгинат натрия
Альгина́т на́трия (химическая формула — (C6H7O6Na)n) — органическая натриевая соль альгиновой кислоты.

## Физические свойства
Альгинат натрия это белый или желтоватый гигроскопичный порошок. Не имеет вкуса, имеет очень слабый запах. Растворяется в воде, образуя вязкий коллоидный раствор. Нерастворим в спиртах, углеводородах, сложных эфирах. 

## Применение
Альгинат натрия зарегистрирован в пищевой промышленности в качестве пищевой добавки — E401. Применяется как загуститель и стабилизатор.
Альгиновая кислота и альгинаты применяются в пищевой промышленности и медицине (в качестве антацида). Используется для кормления скота.